# 官吏
官吏（かんり）とは、公法上の任命行為に基づいて任命され、国家機関（官公庁や軍など）に勤務する者を指す。「官人胥吏」の合成語。
各国の官吏については官僚の項目も参照のこと。
ただし日本では官吏かどうかを区別せず「官」と呼ぶ慣用例も見られる（教官、試験官など）。

## 日本の官吏
大日本帝国憲法の下では天皇の官制大権および文武官の任免大権（大日本帝国憲法10条）によって任免される者を指し、現在の国家公務員に相当する。軍務に服する武官とそれ以外の文官に分けられる。
日本国憲法の下では国家公務員を指す（日本国憲法7条5号、73条4号）。なお天皇が認証する官吏を認証官と通称する。
高級官吏については官僚の項目も参照のこと。

### 明治維新後の官吏制度

#### 三職制
1868年1月3日（慶応3年12月9日）、維新政府は王政復古の大号令を発した翌日、総裁・議定・参与からなる「三職制」を定めた。そして、参与としての人材を得るため、徴士・貢士制を定めて各藩から藩士を集めた。貢士は藩論を代表して議事所に出仕して議事に参与したが、徴士として集められた者は藩との関わりを断ち、朝廷の直臣となることが要求された。ただし、これには木戸孝允のような維新に功績があった藩の出身者ほど抵抗が根強かったという。
明治元年12月に貢士を廃止し、1869年3月15日（明治2年2月3日）に徴士・雇士の申し付け方を定めて、藩士に徴士・雇士を仰せ付ける際は一応その藩へ沙汰の上で仰せ付けることになり、府県に於いても雇士をみだりに申し付けることを禁じて一々行政官へ伺い出ることとし、また急ぎ雇いたい場合は何々御用に付き当分出仕する旨を達して置き行政官へ伺い済みの上で雇士を申し付けることとした。
太政類典によると、慶応4年（明治元年）閏4月頃は判任官以下の多くは雇士を以ってこれを任じたが徴士を以って任ずるものもあった。政体書における官等制の三等官以上には公卿・諸侯・徴士ではないものを任ずる例は見たところなく、四等官に徴士を任ずるものもまたあった。八等以下の官には徴士を任ずる例はなく六等・七等においても徴士を任ずるのはただ判県事に限るもののようで、あるいは徴士を任ずるのは奏任の五等以上に限りその他は皆雇士をもってこれを任ずる制というがなお検討を要するとした。
1869年8月4日（明治2年6月27日）に藩士登用の際にその藩へ連絡する例をやめ、徴士・雇士の称を廃止し、太政官で議論して選び用いるものとした 。
五箇条の御誓文に続き制定された政体書においては、官吏の公選がうたわれ、1869年（明治2年）5月に最初の選挙が実施されたものの、その結果は藩閥勢力の均衡に配慮したものとなるなど、不十分であった。その後も薩摩・長州出身者から官吏を登用されやすい傾向があり、地縁・縁故を重視した藩閥政府が形成された。薩長閥とも呼ばれる。
他方、文官と共に官吏をなす武官についても、明治時代は薩長閥によって占められる状況が続いた。1869年（明治2年）二官六省が置かれ、兵部省の下に軍人が統括された（1872年（明治5年）、陸軍省と海軍省に分割）。この制度の下では、軍人も未だ文官の一種に過ぎず、太政大臣と兵部卿（後、陸軍卿・海軍卿）の下に置かれる。

#### 勅奏判任官
明治以後の官吏の分類として勅任・奏任・判任によるものは、1868年7月4日（慶応4年（明治元年）5月15日）に勅授官・奏授官・判授官を区別したことが始めで、政体書における官等制の三等官以上を勅授官とし宣旨に太政官の印を押し、四等・五等の2官を奏授官とし行政官の印を押し、六等官以下を判授官とし所属官の印を押すとした。

#### 官位相当制
1869年（明治2年）7月の職員令による官位相当制では従四位以上を勅任、従六位以上を奏任、正七位以下を判任とし、ただし判任について官はその長官よりこれを授け位階は太政官よりこれを賜うとしたほか、官位相当表に掲載しない下級官吏は判任官よりも下の等外とした 。その後、等外吏は雇への置き換えによってその数を減らし、明治19年に等外吏の制度が廃止されて雇員や判任待遇に置き換わる 。
この他に任用形態による分類として准官・心得・試補、徴士、出仕、御用掛、雇などがあった。

#### 恩給制度
政府の金融顧問だったパウル・マイエットは、木戸孝允に年間400万石（約720万ヘクタール分）の米にあたる資金を40万人の官職の恩給とすることを依頼され、最終的に7500万円分（現1.5兆円分）を償還可能な国債として分配した、と帰国後に語っている。
1875年に海軍退隠令、1876年に陸軍恩給令が発布された。
1878年（明治11年）、近衛兵の一部が西南戦争後の待遇や俸給への不満などから、暴動を起こす（竹橋事件）。この事件をきっかけに、軍令（作戦・用兵に関する統帥事務）と軍政（軍の編制・維持・管理などに関する国務）を分離すべきという主張が唱えられ、同年、陸軍省から独立した参謀本部が陸軍に設置される（1893年には海軍に軍令部が置かれる）。これは後に大日本帝国憲法の下、軍令は天皇の統帥権に基づき参謀本部が輔弼し、軍政は天皇の編制大権に基づき国務大臣が輔弼する体制へと発展し、統帥権独立の端緒となる。これにより、初めて官吏のうちに文官と武官の区別が生じる（以下、詳細は武官の項目を参照のこと）。
のち1884年1月4日には官吏恩給令が制定され、同時に太政官に恩給局が設置された（太政官達。15年以上在勤者に恩給）。この他にも1882年には警察官、1890年には教員に関する恩給制度が制定されている。部門毎では複雑であるので、さらにのち、1890年の軍人恩給法と1923年の恩給法に統合された。

### 大日本帝国憲法下の官吏制度

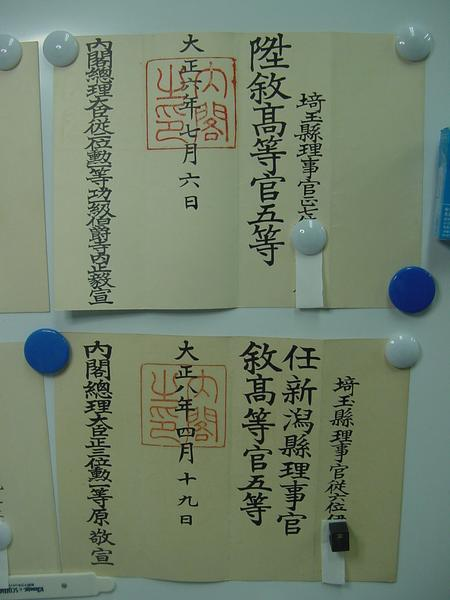
高等官五等（県職員、理事官）の辞令書

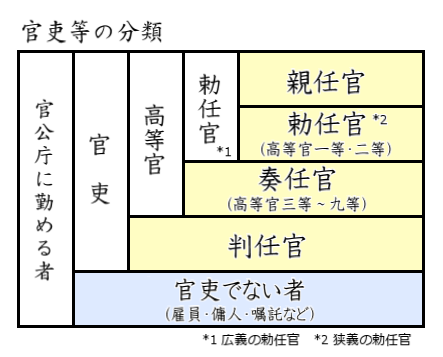
大日本帝国憲法下の官吏制度

大日本帝国憲法第10条は「天皇ハ行政各部ノ官制及文武官ノ俸給ヲ定メ及文武官ヲ任免ス」とし（同条本文）天皇大権として任免大権および官制大権を定めていた。この憲法の規定に基づき、各制度ごとに高等官官等俸給令、官吏服務規律、文官任用令、文官分限令、文官懲戒令などの勅令が制定された。
また、官吏服務規律第1条は「凡ソ官吏ハ天皇陛下及天皇陛下ノ政府ニ対シ忠順勤勉ヲ主トシ法律命令ニ従ヒ其職務ヲ尽スヘシ」と規定し、官吏の身分は天皇により与えられ、かつ忠実無定量の服務義務をもつものとされていた。

#### 制度
大日本帝国憲法下の官吏制度では、官吏とそれ以外の雇員や傭人等にまず分けられる。
官吏は高等官と判任官に分類される。さらに高等官は勅任官と奏任官に分けられ、勅任官は大臣等の親任官と次官や局長などの親任官以外の勅任官に分けられていた。
なお、地方公共団体において公務に従事し官吏に相当する者を公吏と呼んだ。地方行政機関の機構に関する規則は1871年に制定された府県官制、1886年に制定された地方官官制によって定められた。府県において知事及び主要職員は国の官吏であるが、それとは別に公吏が置かれていた。市町村においては官吏は置かれず、公吏のみ置かれた。

#### 終戦後
第二次世界大戦が終わり、連合国軍による占領統治が始められると、官吏制度は大きく変更され始めた。
まず、官吏制度改正ニ関スル件（1945年11月13日閣議決定）を初めとして、矢継ぎ早に官吏制度の合理化・民主化が行われる。

### 日本国憲法下の官吏制度
1946年（昭和21年）11月3日に日本国憲法が公布され、1947年5月3日に施行された。
日本国憲法で現れる「官吏」の文言は第7条第5号及び第73条第4号である。

- 第七条 天皇は、内閣の助言と承認により、国民のために、左の国事に関する行為を行う。

五 国務大臣及び法律の定めるその他の官吏の任免並びに全権委任状及び大使及び公使の信任状を認証すること。
- 第七十三条 内閣は、他の一般行政事務の外、左の事務を行う。

四 法律の定める基準に従ひ、官吏に関する事務を掌理すること。

#### 吏員
日本国憲法は、地方公務員を指す語として「吏員」（日本国憲法93条2項）を用いる。現在の地方公務員は元来の吏員以外の地方公共団体職員も包含する。
旧地方自治法も「吏員」の語を用い（旧173条）、「事務吏員」と「技術吏員」の区別もあったが、法改正（平成18年法律53号）により「職員」の語へ改められ、姿を消した。
旧警察法も「吏員」の語を用い、警察官と警察吏員とを区別したが、法改正により共に警察官の語へ改められた。

## フランスの官吏

### 構成
フランスでは国家公務員は官吏（Titulaires）と非官吏（Non titulaires）に分けられる。恒久的官職の地位に任命行為で任用される公務員を官吏（Titulaires）といい、見習い職員、補助職員、臨時職員などを非官吏（Non titulaires）という。
フランスの官吏の人事管理は、約600あるコール（corps）という職員群ごとに行われており、コールは省横断的なものと特定の省に存在するものとがある。
官吏はいずれかのコールに属しており、採用試験もコールごとに置かれている機関が実施している。公務外から試験によらずコールに入ることはほぼないが、一方で官吏の身分を保持したまま民間企業や政界で勤務する者も多い。
フランスの官吏法制は、資格別競争試験による採用、職員群への身分帰属、年功序列による昇進、強固な身分保障などが特徴となっている。
なお、職員群に属するのは官吏のみで、非正規職員は職員群には属さない。

### 任用
本省の総局長及び局長、大使、地方長官、大学区長などは高級職とされ、約600（そのうち本省は約300）あり政治任用（自由任用）の職である。高級職の任命は、各大臣が候補者を選び、大統領が閣議に諮った上で行う。資格要件は特になく官吏以外から任命することも可能だが、実際に官吏以外から任命されることは極めて少ない。

## ドイツの官吏

### 構成
ドイツでは国家公務員は官吏（Beamte）と公務被用者（Tarifbeschäftigte）に分けられる。官吏（Beamte）は公法上の勤務・忠誠関係がある者で、統治権に関与したり公権力の行使に当たる公務員をいう。これに対して公務被用者（Tarifbeschäftigte）は私法上の雇用契約によって任用されている公務員をいう。
事務次官や局長などのポスト（約400人）は政治的任用による職員で「政治的官吏」と呼ばれている。
なお、ドイツの地方官吏は、取得学位や職務の違いにより、高級職、上級職、中級職、単純業務職の4つのキャリアグループに区分されている。連邦制度改革の一環で連邦給与法に拠ってきた州の官吏の給与制度が、2007年1月から各州政府の権限に移行されたが、実績賞与や実績手当の支給の実施状況は各州によって異なる。

### 任用
ドイツにはラウフバーン（Laufbahn）と呼ばれる類似する専門教育を必要とする官職の集団があり、それぞれ必要な学歴や資格要件が定められており、官吏の採用や昇進もこれに従って行われる。
事務次官や局長等も、官吏として成績主義に基づく任用や政治的中立などが求められているが、これらのポストは大臣の政治的な意図及び目標の実現を支えることが求められる政治的官吏とされ、公募の例外とされ、大臣との信頼関係が任用の重要な要件となることから、身分保障の例外として大臣は理由なしにいつでも一時退職させることができるとされている。